# Aconipa
Aconipa (Akonipa, Tabancale, Tabancal), izumrli jezik Tabancale Indijanaca koji Loukotka (1935) označava kao nezavisnu jezičnu porodicu. Jezik Tabancal Indijanaca govorio se u Ekvadoru i Peruu. Porodica je ostala izolirana. Jijón y Caamaño (1941-43) ga spominje samo kao jedan od jezika iz Ekvadora.
Teritorij Aconipa prostirao se uz gornji tok Chinchipe u graničnom području Ekvadora (provincija Zamora-Chinchipe) i Perua (provincija San Ignacio, Cajamarca). Od njihovih sela po imenu je poznato istoimeno selo Aconipa. Iz jezika aconipa sačuvano je 5 riječi, to su yema (water; voda); moa (maize; kukuruz); oyme (firewood; drvo za ogrjev); lalaque (fire; vatra) i tie (house; kuća). Ovih nekoliko riječi ne pokazuje srodnost s nijednim drugim poznatim jezikom, a Akonipe su ostali jezično neklasificirani.

## Vanjske poveznice
- Willem F. H. Adelaar, Pieter Muysken, The Languages of the Andes[neaktivna poveznica]
- Handbook Of South American Indians